# 濱川圭弘
濱川 圭弘（はまかわ　よしひろ、1932年7月12日 - 2016年12月19日）は、日本の太陽光発電の研究者。工学博士。多接合型太陽電池の発明等で世界的に知られ、教育にも力を入れている。京都府出身。

## 経歴
- 1958年 大阪大学大学院工学研究科博士課程中退、大阪大学工学部電気工学科助手
- 1976年 大阪大学基礎工学部電気工学科教授
- 1992年 大阪大学極限物質研究センター長（併任）
- 1996年 立命館大学理工学部光工学科教授
- 1998年 学校法人立命館副総長，立命館大学副学長
- 2003年 立命館大学総長顧問
- （年不明）大阪大学名誉教授[5]

## 業績
多接合太陽電池の発明者として世界的に知られる。

## 受賞歴
- 1984年 工業技術院長賞[4]、東レ科学技術賞
- 1987年 大阪府知事表彰
- 1990年 光産業技術振興協会会長表彰
- 1992年 World Renewable Energy Congress Award
- 1994年 日本太陽エネルギー学会平成4年度論文賞、科学技術庁長官賞、IEEE William Cherry Award
- 1995年 紫綬褒章受章[6]
- 1996年 PVSEC 賞
- 2003年 WCPC 第1回国際大賞
- 2005年 Karl W. Boer太陽エネルギー賞
- 2008年 応用物理学会業績賞
- 2011年 瑞宝中綬章[7][8]
- 2015年 文化功労者選出[9]
- 2016年 正四位[10]

## 著書
- 太陽光が育くむ地球のエネルギー、濱川 圭弘（編）、太和田 善久 （編）、大阪大学出版会、2009年、ISBN 978-4872593037
- 太陽電池、濱川圭弘、コロナ社、2004年、ISBN 978-4339005523
- 光エレクトロニクス、浜川 圭弘 (編)、西野 種夫 (編)、オーム社、2001年、ISBN 978-4274132254
- 太陽光発電―最新の技術とシステム、濱川圭弘、シーエムシー、2000年、ISBN 978-4882310877

## 参照資料
1. ↑  『読売年鑑 2016年版』（読売新聞東京本社、2016年）p.425
2. ↑  浜川圭弘氏が死去　大阪大名誉教授 日本経済新聞、2016年12月21日
3. 1 2  立命館大学 Pick Up!ニュース
4. 1 2  太陽電池の夢を追って、応用物理第78巻第2号、2009、P.164
5. ↑  著書「太陽光が育くむ地球のエネルギー」プロフィールより。
6. ↑  “国際賞・各種受賞等 紫綬褒章”.   大阪大学. 2023年2月17日閲覧。
7. ↑  『官報』号外129号、平成23年6月20日
8. ↑  “平成23年春の叙勲 瑞宝中綬章受章者” (PDF).  内閣府. p. 16 (2011年4月29日). 2016年6月24日時点のオリジナルよりアーカイブ。2023年4月5日閲覧。
9. ↑  “文化勲章、ノーベル賞2氏や仲代達矢さんら7人”.  YOMIURI ONLINE (2015年10月30日). 2015年10月30日時点のオリジナルよりアーカイブ。2023年3月25日閲覧。
10. ↑  『官報』6944号、平成29年1月26日